# Katimoho
Katimoho is een bestuurslaag in het regentschap Gresik van de provincie Oost-Java, Indonesië. Katimoho telt 1878 inwoners (volkstelling 2010).